# Laguna del Chinche
Laguna del Chinche de Alcaudete (Andalucía, España) es un espacio protegido desde 1989.
Es una pequeña laguna con 7 hectáreas de reserva natural. Sirve para refugios de conejos, reptiles y en algunas épocas del año a ciertas aves acuáticas.
El matorral mediterráneo es la flora más abundante en esta zona.
La actividad que con más frecuencia se practica es el senderismo, sobre todo por la gran belleza que en ella se puede disfrutar.

## Localización
Esta laguna se encuentra al oeste del municipio de Alcaudete.